# Shizuo Imaizumi
Shizuo Imaizumi (今泉鎮雄; 13. prosinca 1938.), japanski majstor borilačkih vještina. Izravni je učenik Moriheija Ueshibe. Nositelj je 7. Dana u aikidu.

## Životopis
Shizuo Imaizumi je započeo svoju aikido karijeru u travnju 1959. godine dok je bio student na Sveučilištu Waseda u Tokyu. Sveučilište Waseda je bilo udaljeno 15 minuta hoda od Hombu dojo-a, a 1. svibnja Imaizumi je svjedočio demonstraciji aikida Moriheija Ueshibe. Ubrzo nakon toga je počeo proučavati aikido. Godine 1965. godine, kada je imao 3. Dan, Imaizumi je postao šegrt učiteljskog osoblja (shidoin) u Hombu dojo-u. Tada je započela njegova karijera profesionalnog instruktora aikida. U tom je razdoblju je često bio asistent O-Senseija tijekom ranih jutarnjih sati podučavanja aikida. 
Imaizumi Sensei bio je instruktor u Hombu Dojou do 1974. godine kada se pridružio Koichiju Toheiju u njegovoj novoj organizaciji, Ki no Kenyukai. U srpnju 1975. Imaizumi je preselio u New York kako bi osnovao New York Ki no Kenyukai i preuzeo ulogu glavnog instruktora za istočnu regiju i Sjedinjene Američke Države. U rujnu 1987. godine dao je ostavku na članstvo u Ki no Kenyukaiju. Shin-Budo Kai je osnovao u listopadu 1988. godine pri tome nastavljajući slijediti učenja koja je dobio od O-Senseija. Razvija i nudi vlastite poglede na tehniku, formu i filozofiju aikida.

## Vanjske povezice
- Instructor